# Festuca pirinica
Festuca pirinica là một loài thực vật có hoa trong họ Hòa thảo. Loài này được Horvat ex Markgr.-Dann. mô tả khoa học đầu tiên năm 1978.